# Filip Neri
Sveti Filip Neri (Firenca, 21. srpnja 1515. – Rim, 25. svibnja, 1595.), katolički svetac i utemeljitelj svećeničke družbe oratorijanaca.

## Životopis
Rođen je u Firenci. Ostao je rano bez oca, pa mu je majka bila jedina odgojiteljica. Usadila mu je ljubav prema umjetnosti, napose prema glazbi i poeziji. Kao mladić je neko vrijeme proveo kod benediktinaca, a onda je odlučio studirati na Sapienciji u Rimu. U 24. godini života odlučuje se živjeti s malim ljudima i naviještati evanđelje. Ljudi su ga zavoljeli te su mu dali nadimak Pippo Bono. U 36. godini biva zaređen za svećenika, osniva prvi tzv. oratorij, gdje su se ljudi okupljali da bi njegovali ozbiljniji duhovni život. Iz toga 1575. nastaje družba oratorijanaca. Filip je umro u Rimu, u visokoj starosti, na glasu svetosti, što je Crkva i potvrdila 1622. godine. Tijelo mu je ostalo neraspadnuto. Blagdan mu je 26. svibnja.

## Vanjske poveznice
- Sv. Filip Neri - serija, 1. dio  Arhivirana inačica izvorne stranice od 6. veljače 2016. (Wayback Machine)
- Sv. Filip Neri - serija, 2. dio  Arhivirana inačica izvorne stranice od 6. veljače 2016. (Wayback Machine)
- Ante Vranković: Kršćanin je čovjek srca, Vrijeme srca, 2/2016., 3. lipnja 2016.
- Paul Türks: Filip Neri - prorok radosti, Đakovo, 2001.  Arhivirana inačica izvorne stranice od 5. kolovoza 2016. (Wayback Machine)